# Derek Yee
Derek Yee Tung-sing (cinese tradizionale: 爾冬陞; cinese semplificato: 尔冬升; pinyin: Ěr Dōngshēng; cantonese: Yee Tung-sing; Hong Kong, 28 dicembre 1957) è un regista, sceneggiatore e attore cinese di Hong Kong, famoso in patria come uno degli attori ricorrenti nelle pellicole dello Studio Shaw.

## Biografia e carriera
Yee è fratellastro minore dei due attori Paul Chun e David Chiang, quest'ultimo suo collega nelle produzioni dello Studio Shaw. Derek Yee ha avuto, in passato, una relazione con l'attrice di Hong Kong Maggie Cheung, che ha recitato in un suo film del 1989, The Bachelor's Swan Song.
Tra il 1975 ed il 1986, Derek Yee ha partecipato a più di 40 film, tra ruoli principali e minori. Quando lo Studio Shaw ha chiuso, l'attore è passato a lavorare alla sceneggiatura e alla regia, creando produzioni quali C'est la vie, mon chéri, Viva Erotica e The Truth About Jane and Sam, oltre ai drammatici One Night in Mongkok e Protégé.

## Filmografia

### Regista
- The Lunatics (1986)
- Yan man ying hung (1987)
- The Bachelor's Swan Song (1989)
- C'est la vie, mon chéri (1993)
- Full Throttle (1995)
- Viva Erotica (1996)
- The Truth About Jane and Sam (1999)
- Lost in Time (2003)
- One Nite in Mongkok (2004)
- 2 Young (2005)
- Drink-Drank-Drunk (2005)
- Protégé (2007)
- La vendetta del dragone (2008)
- Triple Tap (2010)
- The Great Magician (2012)

### Sceneggiatore
- Yan man ying hung (1987)
- C'est la vie, mon chéri (1993)
- Full Throttle (1995)
- Viva Erotica (1996)
- The Truth About Jane and Sam (1999)
- One Nite in Mongkok (2004)
- 2 Young (2005)
- Protégé (2007)
- La vendetta del dragone (2008)
- Triple Tap (2010)

### Attore
- Lady Exterminator (1977)
- Jade Tiger (1997)
- Death Duel (1977)
- The Sentimental Swordsman (1977)
- Pursuit of Vengeance (1977)
- Interlude on Rails (1978)
- Heaven Sword and Dragon Sabre (1978)
- Heaven Sword and Dragon Sabre II (1978)
- Legend of the Bat (1978)
- Young Lovers (1979)
- Full Moon Scimitar (1979)
- Bat Without Wings (1980)
- Heroes Shed No Tears (1980)
- Return of the Sentimental Swordsman (1981)
- The Battle for the Republic of China (1981)
- Black Lizard (1981)
- Hell Has No Boundary(1982)
- Buddha's Palm (1982)
- Shaolin Prince (1983)
- Shaolin Intruders (1983)
- Descendant of the Sun (1983)
- The Supreme Swordman (1983)
- The Hidden Power of Dragon Sabre (1984)
- My Darling Genie (1984)
- Last Hero in China (1984)
- How To Choose A Royal Bride (1985)
- Let's Make Laugh II (1985)
- Kawashima Yoshiko (1990)
- Empress Da Yu'er (1992)
- Qing chun huo hua, regia di Andy Wing-Keung Chin (1994)
- The True Hero (1994)
- Master of Zen (1994)
- Protégé (2007)